# Finnian de Moville

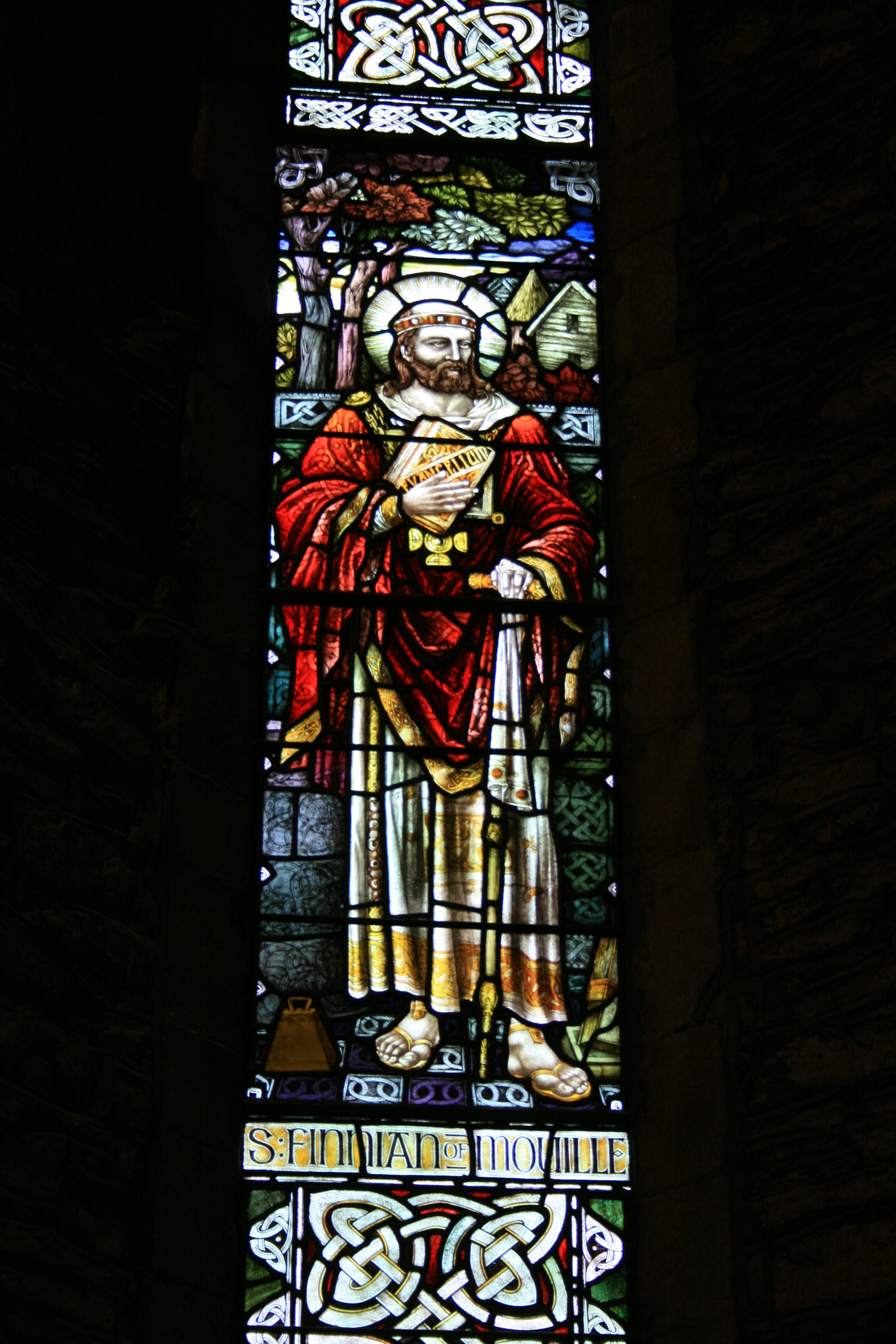
San Finnian de Moville representado en una vidriera de la catedral de Santa Brígida de Kildare.

Finnian o Uinniau (495–589), llamado "de Moville" por su vinculación a la abadía o monasterio de Moville o Movilla, fue un monje misionero que intervino en la cristianización de Irlanda. Es santo de la iglesia católica. Su fiesta se celebra el 10 de septiembre.

## Biografía
Su figura tiene mucho de legendario. Se le supone descendiente de Fiatach "el Justo" (the Fair) y nacido en Ulster, aunque tales datos fueron cuestionados en 2001 por el celtista estadounidense Thomas Owen Clancy (Universidad de Glasgow), que interpreta que San Finnian y San Ninian (Niniano de Galloway) fueron el mismo personaje, diferenciados debido a un error de escritura a partir del siglo VIII.
Finnian habría sido discípulo de Colmán de Dromore (San Colmán) y Mochae de Noendrum. Pasó posteriormente a la Candida Casa (Whithorn, Escocia) y desde allí a Roma. Volvió a Irlanda en el año 540, trayendo un ejemplar completo de la Vulgata. Por esa época fundó la famosa escuela de Druim Fionn.
Se cuenta que intentó convertir a Tuan mac Cairill, una legendaria figura que sería el último superviviente de la raza Partholón, y que para esa ocasión compuso el Scéal Tuáin maic Cairell, un texto que recoge historias sobre Irlanda y que fue utilizado como fuente para el Lebor Gabála Érenn.
Su discípulo más distinguido habría sido San Columba. La tradición indica que su disputa con éste acerca de la copia de un salterio, motivó la batalla de Cúl Dreimhne (561) y la creación del monasterio de Iona. El texto copiado se conserva en el National Museum of Ireland, bajo el nombre de Cathach de San Columba, y se supone que fue llevado a la batalla por los O'Donnell (la caja interior fue hecha por Cathbar O'Donnell en 1084 y la exterior en el siglo XIV).
Finnian escribió una regla monástica y un código penitencial, cuyos cánones fueron publicados por Wasserschleben en 1851.